# Etikettenschwindel
Etikettenschwindel bezeichnet das Vortäuschen eines spezifischen Inhaltes mit Hilfe einer falschen oder irreführenden Inhaltsangabe auf dem Etikett. Der heutige Sprachgebrauch bezeichnet damit im eigentlichen Wortsinn das Etikett einer Ware, im übertragenen bzw. abstrakten Sinn das „Etikett“ eines komplexen Sachverhaltes (Beispiele: Ein Produkt, eine Organisation ließe vermissen, was ihr Name verspricht.).

## Herkunft und Verwendung
Das Wort Etikett hat seine linguistische Herkunft in der mittelfranzösischen Sprache, zur Zeit des Mittelalters. In dieser Zeit wurde ein spezieller Spickzettel, der Anweisungen für das Verhalten bei einer Hofzeremonie enthielt, verwendet. Damit war „die Etikette“ eine Zusammenfassung für ein komplexes Sozialverhalten.
Das Wort Schwindel, im Sinne einer (leichten) Lüge, hat eine deutlich jüngere Wortherkunft.
Das zusammengesetzte Wort Etikettenschwindel kann erst Ende des 20. Jahrhunderts nachgewiesen werden und wird seitdem in drei Kategorien benutzt:
- Im Sinnzusammenhang mit einem Handelsgut. Umgangssprachlich die häufigste Form.[2]
- Als Metapher im sozialen Kontext: „Nicht das bekommen, was erwartet wurde.“ Hier existieren viele regionale und temporäre Ausprägungen im Sprachgebrauch.
- Im juristischen Sinne als Täuschungsmanöver.[3] Die Verwendung erfolgt aber nicht als juristischer Terminus.

## Handelsgut

### Grundkonflikt

Etikett eines Zuckerwassers mit dem Versprechen einer „Energiespritze“

Etiketten dienen der vereinfachten Information über den Inhalt und den Kontext eines Gegenstandes. Im Gegensatz zu einem ausführlichen Datenblatt muss das Etikett dabei den Kompromiss zwischen umfassenden, korrekten Fakten und einer kurzen, allgemeinverständlichen Übersicht finden. Wird diese Vereinfachung missbraucht, spricht man vom „Etikettenschwindel“.
Verstärkt wird die Möglichkeit des Etikettenschwindels durch die Nutzung des (Waren-)Etiketts als Werbefläche. Da diese Werbefläche maßgeblich zum Verkaufserfolg der Ware beiträgt, entsteht eine Konfliktsituation:
- das Etikett soll eine vereinfachte, wahrheitsgemäße Inhaltsangabe liefern, und
- das Etikett soll eine verkaufsfördernde Funktion erfüllen (bei der die Wahrheit nebensächlich ist).

Im Sprachgebrauch wird Etikett nicht nur im wörtlichen Sinne, sondern auch im Sinne „die Verpackung täuscht über den Inhalt“ verwendet (siehe auch den Abschnitt „Herkunft und Verwendung“).

### Methoden
Es gibt drei Möglichkeiten des Etikettenschwindels:
1. Lüge: Die bewusste Falschinformation über den Inhalt.
Ein typisches Beispiel war der sogenannte Gammelfleisch-Skandal in den Jahren 2005 und 2006; dadurch wurde der Name „Gammelfleisch“ populär und ist seither weit verbreitet. Fleisch mit abgelaufenem Haltbarkeitsdatum wurde nicht vernichtet, sondern mit gefälschten Daten über dessen Haltbarkeit auf den Etiketten erneut in den Handel gebracht. Eine andere Variante ist, Frischfleisch mit Schlachtabfällen und minderwertigem Fleisch zu mischen. Versehen werden diese Fleischwaren mit Etiketten, die nur auf die ursprüngliche, höherwertige Ware hinweisen.
Eine weitere Form dieser Art Etikettenschwindel ist die Fälschung von Qualitätssiegeln, die nur verwendet werden dürfen, wenn zur Herstellung und Verarbeitung der Ware genau definierte Qualitätsmerkmale bei Grundstoffen, Herstellungsverfahren und Lagerung angewandt werden. Die Betriebe, die diese Waren herstellen und das Siegel legal verwenden dürfen, werden als Mitglieder durch eigene Verbände und von Amts wegen durch Fachbehörden auf die Einhaltung der dem Siegel zugrunde liegenden Bedingungen laufend überprüft. Waren mit diesen Zertifikaten sind, wegen der aufwändigeren Herstellung, teurer als unkontrollierte Massenware, was Kunden jedoch akzeptieren, wenn sie diesen zugesicherten Qualitäts- und Herstellungsmerkmalen bei einer Kaufentscheidung Priorität vor dem Preis einräumen. Der Gebrauch eines Siegels – sei es durch Fälschung des Originals oder durch täuschende Phantasiesiegel ohne Wert auf dem Etikett – dient also dazu, höhere Preise ohne entsprechenden Mehraufwand bei der Herstellung zu erzielen. Populär und bekannt sind Biosiegel auf Lebensmittel, welche nur solche Lebensmittel führen dürfen, die aus biologischem Anbau ohne verändertem Saatgut, künstlicher Düngung und Schädlingsbekämpfung stammen und dadurch bei der Erzeugung mehr Arbeitsaufwand im Vergleich mit rein ertragsorientiertem Massenanbau erfordern. Ähnlich ist es bei Waren, die durch ihren Namen – Champagner, Münchner Weißwürste, Parmaschinken, Parmesan usw. – auf eine bestimmte Region und ein regionsspezifisches Herstellungsverfahren, -rezept verweisen. Hierbei sind die regionalen Bedingungen und Herstellungsverfahren für viele Kunden als Warenmerkmal und Qualitätsstandard Kaufanreize, die „Trittbrettfahrer“ zu unseriösen Falschangaben veranlassen.
2. Verzerrung: Das Überbetonen oder Abschwächen von Informationen.
Ein typisches Beispiel ist das Verschleiern von sehr viel Zucker, indem als Inhaltsstoffe diverse Zuckersorten aufgezählt werden. Eine populäre Verschleierungsmethode besteht darin, Angaben, die zwar vorgeschrieben, aber vom Hersteller ungern genannt werden, so klein und beiläufig wie möglich auf dem Etikett im „Kleingedruckten“ zu platzieren, damit sie nicht ins Auge fallen. Auf Eierkartons sind in der Regel als optischer Aufmacher Hühner im Grünen vor einer Kulisse zu sehen, die das Genre „bäuerliche Idylle“ bedient und artgerechte Produktion andeutet, jedoch nicht einem Produkt der industrialisierten Massentierhaltung entspricht, das vielleicht in der Verpackung ist. Angaben über tatsächliche Haltung und Fütterung der Tiere sind unauffällig untergebracht, oft muss der Käufer zusätzlich wissen, aus welcher Kennziffer des numerischen Warencode nach den Eierkennzeichnungsregeln dies zu erkennen ist.
3. Blendung: Die Vermischung der Inhaltsangabe mit Werbung durch Anpassung in Form und Stil.
Oft wird der Zuckergehalt in Werbungen oder auf Verpackungen überspielt, indem angegeben wird, dass viele Vitamine und Milchprodukte enthalten sind. Auch mit Ausdrücken, dass es sich um eine leichte oder sportliche Kost handelt, wird über den Kalorienanteil hinweggetäuscht. Bei Getränken wird ein fruchtiger Geschmack angegeben, wobei der eigentliche Fruchtsaftanteil minimal ist.

## Variationen und Abgrenzung
Im Sinnzusammenhang des Begriffes „Etikettenschwindel“ gibt es weitere Begriffe und Variationen:
1. „Etiquettenschwindel“[6], eine Variation in der Schreibweise. Meint inhaltlich dasselbe wie „Etikettenschwindel“.
2. „Etikettenbetrug“, ein juristischer Begriff. Bezeichnet eine spezielle Form der Urkundenfälschung.
3. „Irreführende Werbung“, ebenfalls ein juristischer Begriff. Bezeichnet das absichtliche oder fahrlässige Werben mit falschen Angaben, um das eigene Produkt von der Konkurrenz abzuheben.